# Robert Torti
Robert Felix Torti (Van Nuys (Californië), 22 oktober 1961) is een Amerikaans acteur.

## Filmografie
- Little House on the Prairie: A New Beginning (1981)
- Alley Cat (1984)
- P.I. Private Investigations (1987)
- Family Ties (1989)
- Father Dowling Mysteries (1989)
- Generations (1989)
- Quantum Leap (1989)
- Out of This World (1990)
- Top of the Heap (1991)
- She Wolf of London (1991)
- Murder, She Wrote (1992)
- Vinnie & Bobby (1992)
- The Fresh Prince of Bel-Air (1992)
- Days of Our Lives (1993)
- Hangin' with Mr. Cooper (1993)
- Melrose Place (1995)
- The Drew Carey Show (1996)
- That Thing You Do (1996)
- Honey, I Shrunk the Kids (1997)
- Beverly Hills 90210 (1997)
- Clueless (1998)
- Good vs. Evil (2000)
- Cover Me (2000)
- Any Day Now (2001)
- Spyder Games (2001)
- Sabrina, the Teenage Witch (2001)
- VIP (2001)
- Do Over (2002)
- The Young and the Restless (2004)
- Quintuplets (2004)
- Reefer Madness (2005 film) (2005)
- The Suite Life of Zack & Cody (als Kurt Martin, 5 afleveringen (2005- 2008)
- Numb3rs (2005)
- She's the Man (als Coach Pistonek) (2006)
- The Game Plan (als Samuel Blake) (2007)
- Race to Witch Mountain (2009)
- The Suite Life on Deck (als Kurt Martin) (2009, 2010, 2011)

## Theater
- Jesus Christ Superstar (als Judas)
- Godspell (als Jezus)
- West Side Story (als Bernardo)
- Grease (als Danny)
- To Sir With Love (als Santo)
- Starlight Express (als Greaseball)
- Joseph and the Amazing Technicolour Dreamcoat (als farao)
- Smokey Joe's Café (als Bob)
- The Gift (als Don)
- Sneaux (als Larry, Bob)
- Reefer Madness (als Jezus, Jack)